# ساندرا بارك
ساندارا بارك (بالإنجليزية: Sandara Park؛ بالكورية: 박산다라 ؛ من مواليد 12 نوفمبر 1984) ، المعروفة أيضًا باسمها المسرحي دارا (بالإنجليزية: Dara؛ بالكورية: 다라)، هي مغنية وممثلة ومقدمة تلفزيونية كورية جنوبية. ارتفعت شهرتها في الفلبين كمتسابقة في برنامج المواهب «ستار سيركل كويست» في عام 2004، وبعد ذلك كانت لديها مهنة ناجحة في التمثيل والغناء قبل أن تعود إلى كوريا الجنوبية في عام 2007. قامت بظهورها لأول مرة غي كوريا الجنوبية في عام 2009 كعضو في فرقة الفتيات الكورية الجنوبية تو ني ون، والتي أصبحت واحدة من أكثر فرق الفتيات مبيعًا في كل العصور قبل إنفصال الفرقة رسميًا في عام 2016.
بارك هي واحدة من أشهر المشاهير الكوريين الجنوبيين في الفلبين، حيث يعرفها المعجبون باسم "بامبانسانغ كرونج كرونج"(وتعني الشخصية المجنونة الوطنية).  تعتبر شخصيتها مؤثرة في الموجة الكورية، وقد تم تسميتها " (بوأ الفلبين)، في إشارة إلى المطربة الكورية الجنوبية بوا التي شهدت أيضًا نجاحًا كبيرًا في الخارج.
في عام 2004، أصدرت بارك أول أسطوانة مطولة لها بعنوان Sandara ، والتي باعت أكثر من 100000 نسخة مادية، مما جعله الألبوم الوحيد لفنان كوري جنوبي يحصل على شهادة بلاتين من الجمعية الفلبينية لصناعة التسجيلات.  عملت في العديد من الأفلام الفلبينية بين عامي 2004 و 2007، بما في ذلك Bcuz of U ، والتي فازت بجائزة «أفضل ممثلة جديدة» في حفل جوائز جائزة نجمة بي إم بي سي للأفلام.
في عام 2009، ظهر بارك لأول مرة كعضو في تو وني ون مع الاغنية "Fire" المنفردة الذي دفعة الفرقة إلى الشهرة على الفور. وأصدرت أيضًا أول أغنية كورية لها «قبلة»، مع زميلتها سي إل في عام 2009. سمحت اجازة الفرقة التي بدأت في عام 2014 لبارك بالتركيز على مسيرتها التلفزيونية أكثر، من خلال المشاركة في استضافة برنامج المنوعة الكورية الجنوبية منهم (تو يو بروجكت سوجار مان) وظهورهما كحكم في برنامج المواهب الفلبيني (بينوي بوي باند سوبرستار)، عملت أيضًا في العديد من المسلسلات على شبكة الإنترنت، بما في ذلك Dr. Ian في عام2016 ، التي فازت به بجائزة أفضل ممثلة في مهرجان الويب الكوري.
بعد إنفصال فرقة تو وني وفي نهاية عام 2016، جددت بارك عقدها مع واي جي إنترتينمنت.

## النشأة
ولدت ساندرا بارك في 12 نوفمبر 1984 في بوسان، بكوريا الجنوبية. اسمها غير العادي المؤلف من ثلاثة مقاطع يعني «الحكيم والذكي» ويستند إلى لقب الطفولة للجنرال جيم يو-سين في القرن السابع. لديها شقيقان: ثاندر، وهو عضو سابق في فرقة الفتيان إمبلاك، وأخت صغيرة تُدعى دورامي.
انتقلت عائلة بارك إلى دايجو في عام 1993. كان والد دارا رجل أعمال، ولكن عندما كانت في الثامنة من عمرها، أفلست شركته، ونتيجة لذلك فقدت أسرتها معظم أموالها، ذكرت دارا أنه لم يكن لديهم المال لأخذ الحافلة، عندما احتاجت العائلة إلى اقتراض المال من جدتها، لم يكن لدى ساندرا خيار سوى السير طوال الطريق إلى منزل جدتها، لاحقًا انتقلت العائلة إلى الفلبين على أمل إعادة بناء حياته المهنية في عام 1994. وفقًا لبارك، كانت في البداية وحيدة في الفلبين لأنها لم تكن «تتكلم بطلاقة في التاغالوغية، ونطقها للغة لم يكن جيدًا» وقالت في وقت لاحق إنها عملت بجد لتصحيح نطقها على أمل أن تصبح يومًا ما مشهورة، وهو حلم حلمت به منذ سماعها لفرقة سيو تايجي وأولاد في عام 1992.

## مهنة

### 2004-2007:ستار سيركل كويستوالنجاح في الفلبين

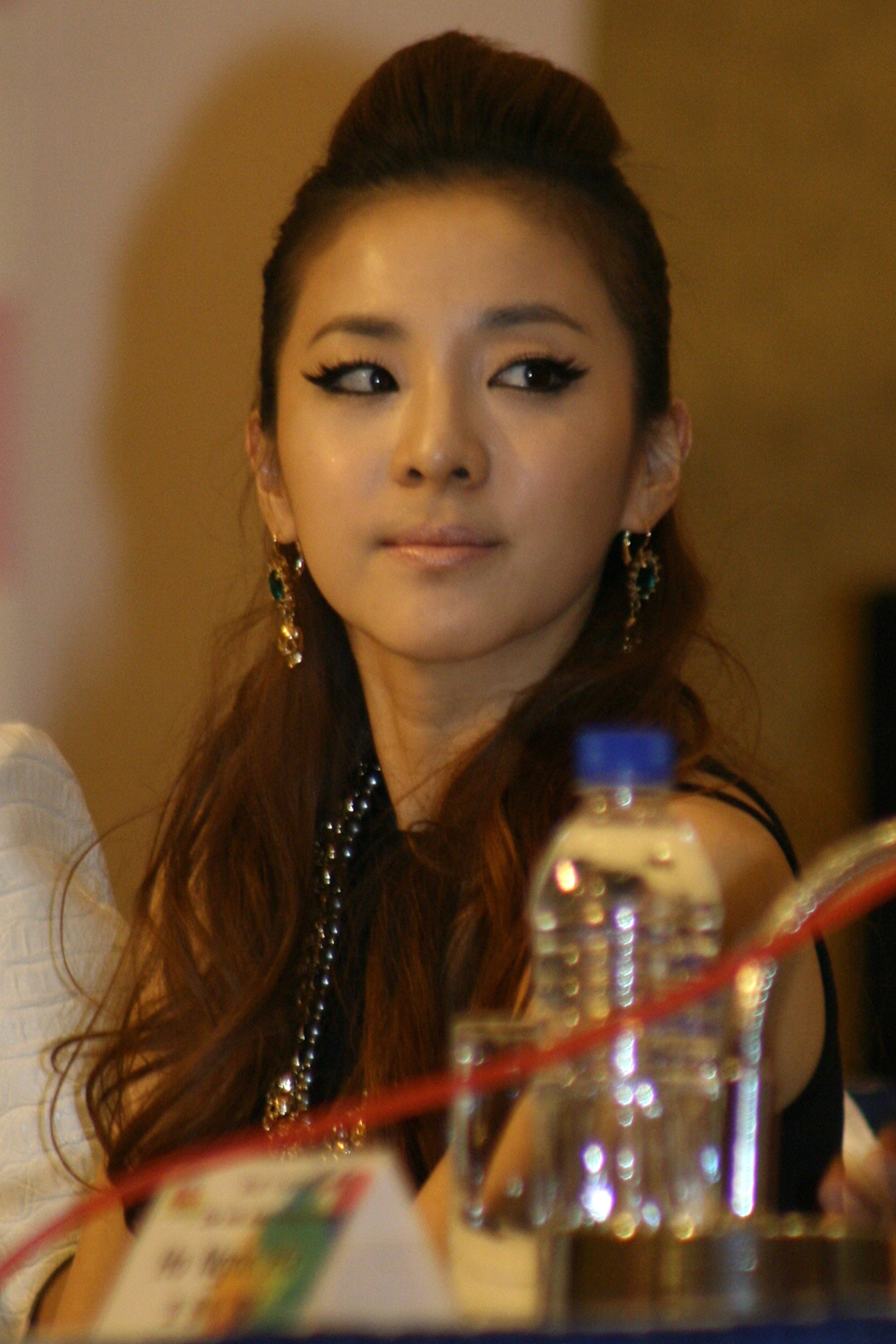
ساندرا بارك في مهرجان أغنية آسيا السادس لعام 2009.

في عام 2004، التقت بارك بالممثلة الفلبينية بولين لونا، التي شجعت بارك على الاختبار لبرنامج ستار سيركل كويست، وهو برنامج تلفزيوني للبحث عن المواهب على قناة ABS-CBN. نجت بارك من الإقصاء عدة مرات، ووصلت إلى المتسابقين العشرة النهائيين، خلال جولة الإقصاء الأخيرة، تلقت بارك ما يقرب من نصف مليون صوت نصي، وتم إقصاؤها في المركز الثاني، خلف انجليس هيرو..
بعد العرض، وقعت بارك عقدًا مع شركة ستار ماجيك التابعة لـ ABS-CBN. في عام 2004، لعبت دور البطولة في فيلمها الأول الكوميدي الرومانسي Bcuz of U ، لأدائها فازت بجائزة «أفضل ممثلة جديدة» في حفل جوائز PMPC Star Award for Movies، ظهرت بارك مرة أخرى في فيلم Can This Be Love في 2005، الذي أفيد أنه حقق ما يقرب من 100 مليون بيزو. فيلمها الثالث كان D 'Lucky Ones في 2006،
شرعت بارك أيضًا في مهنة موسيقية في الفلبين أدت إلى إصدار ألبومها المسمى ذاتيًا ساندرا ، والذي تضمن أغنية الرقص "In or Out"، وهي الأغنية التي تتكلم عن تجربتها في Star Circle Quest. باع الألبوم في نهاية المطاف أكثر من 100000 نسخة مادية، مما جعله الألبوم الوحيد لفنان كوري جنوبي حاصل على البلاتين من الجمعية الفلبينية لصناعة التسجيلات.
تركت بارك أعمال الصناعة الفلبينية لاحقًا وعادت إلى كوريا الجنوبية مع عائلتها في عام 2007، حيث لم يُعرض عليها تجديد عقدها مع وكالتها ستار ماجيك. بعد ذلك بوقت قصير، وقعت عقدًا مع واي جي إنترتينمنت، التي قام رئيسها التنفيذي يانغ هيون سوك باستكشافها في عام 2004 بعد ظهورها على وثائقي لقناة كي بي إس.

### 2009-2012: الظهور الأول مع 2NE1 والأنشطة المنفردة
أخذت بارك اسم المسرح دارا-Dara ، مع بوم وسي إل ومينزي، ظهرت لأول مرة في فرقة الفتيات تو وني وم في عام 2009. تعاونت الفرقة مع زملائها مثل بيغ بانغمن أجل الأغنية الترويجية "Lollipop"، قبل ظهورهم الرسمي لأول مرة مع  أول أغنية لهم "Fire". في نفس العام، أصدرت الفرقة أول اسطوانة مطولهة لهم وحقق نجاحًا كبيرًا مع أغنية "I Don't Care" التي فازت بجائزة أغنية العام في حفل جائزة إمنيت للموسيقى الآسيوية لعام 2009.
كما قدمت بارك أول ظهور لها كمنفردة في كوريا الجنوبية عام 2009. وقد ظهرت في أغنية "Hello" الفردية من ألبوم Big Breaker للمغني جي دراغون، وأصدرت لاحقًا أول أغنية منفردة لها "Kiss"، والتي ظهرت فيها عضوة تو وني ون سي إل كمغنية راب، تعاونت بارك مرة أخرى مع عضوة فرقة بيغ بانغ تاي يانغ في عام 2010، عندما ظهرت في الفيديو الموسيقي "I Need A Girl".
خلال هذه الحقبة، استمرت الفرقة في إصدار ألبومات وأغاني ناجحة، بما في ذلك «أنا الأفضل» (2011) التي تصدرت المخططات في كوريا الجنوبية، وجعلت الفرقة ثاني فنانيين كوريين جنوبيين بعد ساي يتصدرن مخطط US Billboard World Digital.
نتيجة للشهرة المتزايدة لـ تو وني ون، تم عرض أفلام بارك الفلبينية السابقة Bcuz of U و Can This Be Love و D 'Lucky Ones في كوريا الجنوبية في عام 2012.

### 2013-2014: العودة إلى الفلبين وتجديد التمثيل
في مايو 2014، أعلنت ABS-CBN أن بارك ستكون ضيفة على برنامج (Pinoy Big Brother)، مما أثار الكثير من الحماس والتفاعل على وسائل التواصل الاجتماعي، وتصدرت بارك على كل من المواضيع المتداولة في الفلبين وعالميًا على تويتر. قامت بدور البطولة في العرض في 15 مايو، وظهرت لاحقًا كضيفة بيت المشاهير في البث التلفزيوني، All In Über ، ظهر بارك أيضًا في Gandang Gabi, Vice! أحد أشهر البرامج الحوارية في الفلبين.
بالعودة إلى كوريا الجنوبية، أستعانت بارك بصديقها المقربة يو إن نا بصفتها دي جي في برنامجها الإذاعي Let's Crank Up the Volume من مايو إلى يونيو، في وقت لاحق من العام قامت بارك بمظهر مفاجئ كممثلة بارزة في الحلقة الأخيرة من الدراما الكورية ذات التصنيف العالي حبيبي من نجم آخر.

### 2015: نجاح الدراما على شبكة الإنترنت و Sugar ManEdit
في عام 2015، بعد سبع سنوات من دورها التمثيلي الأخير، عادت بارك إلى الشاشة من خلال دراما الويب دكتور إيان ، وبطولة إلى جانب كيم يونغ كوانغ. كانت التوقعات عالية حول الدراما حيث ظهرت الدراما بارك في أول دور قيادي لها منذ عودتها إلى كوريا الجنوبية، إلى جانب مشاركة المخرج كون هيوك تشان، تمتعت الدرانا بشعبية عالمية، وليس فقط في كوريا ولكن أيضًا في الولايات المتحدة وتايوان وتايلاند، متجاوزة 500000 مشاهدة في غضون ثلاثة أيام من بثها. أصبحت بارك أول ممثلة تفوز بجائزة «أفضل ممثلة» في مهرجان K-web عن أدائها.

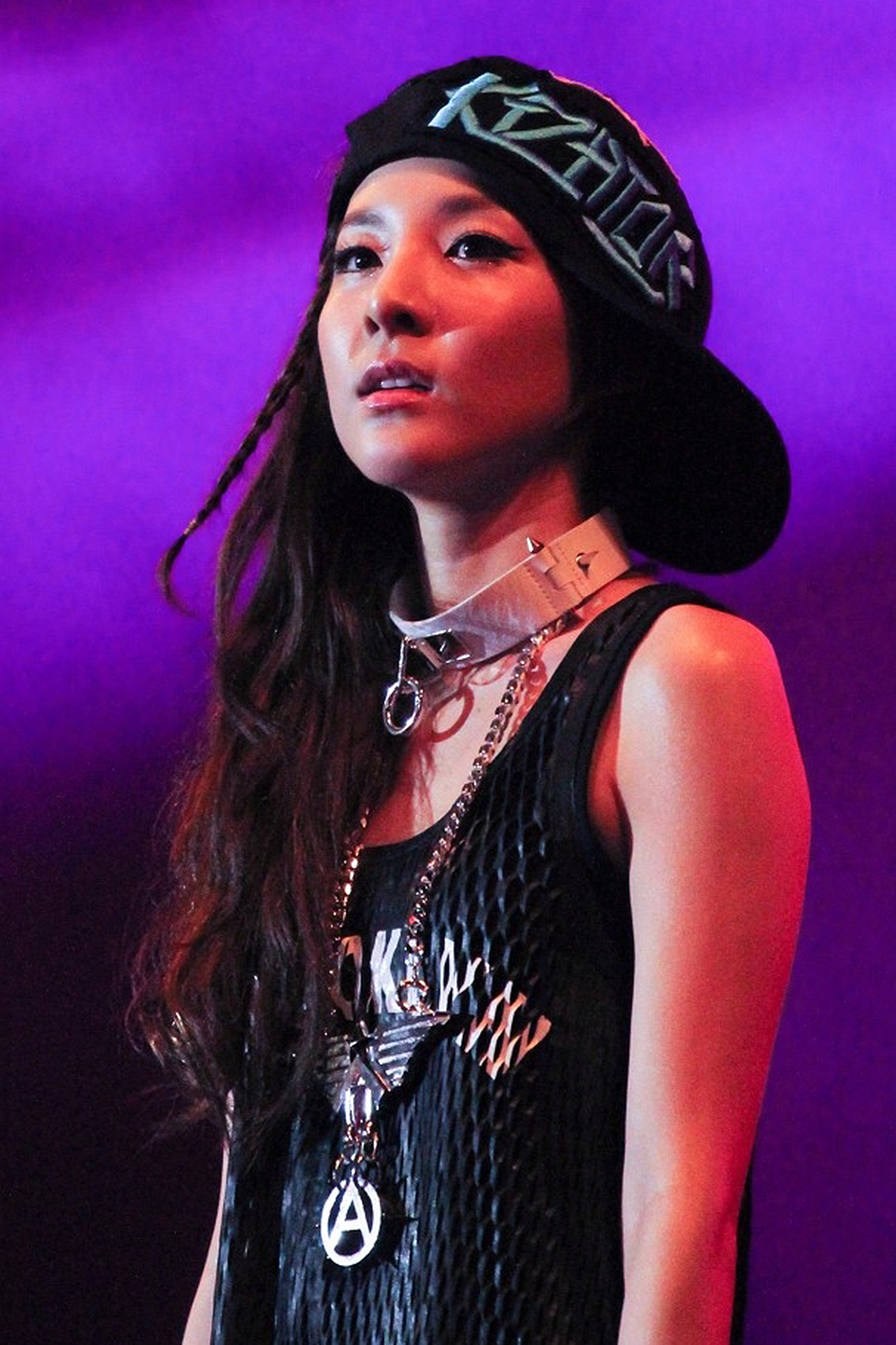
دارا في حدث توين تاورز في ماليزيا

ثم تولت بارك دورها القيادي الثاني في فيلم We Broke Up ، وهو دراما ويب تستند إلى تون ويب يحمل نفس الاسم. لعبت دور نوه وو ري، فتاة متفائلة ومشرقة  تستعد للحصول على عمل.  تم عرض المسلسل لأول مرة في يونيو، وأصبح رابع أكثر دراما الويب مشاهدة على Naver مع 16 مليون مشاهدة.  نظرًا للاستقبال الإيجابي، ألقى فريق الممثلين «حفل موسيقي صغير» شخصيًا في 17 أغسطس. قامت بارك أيضًا بظهور في المسلسل التلفزيوني The Producers ،
انضم بارك في وقت لاحق إلى برنامج JTBC المنوع Sugar Sugar من 2015 إلى 2016، كضيفة مشاركة. تم بث الحلقة الأولى في 20 أكتوبر.  قال فريق الإنتاج: «نعتقد أن ساندرا بارك تتمتع بقوة فريدة تشمل عواطف الجيل الأصغر وذكريات الجيل الأكبر سنًا. نتوقع أنها ستشع بنشاط سحرًا جديدًا لم يسبق له مثيل».  من خلال مشاركتها كمديرة العلاقات العامة في واي جي إنترتينمنت، تمكن الفنانون مثل أكمو ووينر وآيكون وإي ها إي تمكنو من الاداء في العروص، وخلال الحلقات الني لم تكن موجودة فيها، يتم استبدالها بصديقتها وزميلتها الممثلة يو إن نا.

### 2016 - حتى الآن: تفكك تو وني ون وأول حفل منفرد
بدأن بارك عام 2016 ظهور خاص في دراما One More Happy Ending، كنجمة محبوب لكن مدللة من فرقة فتيات شعبية، شاركت بارك أيضًا في الأغنية الترويجية "Loving U" كجزء من الموسيقى التصويرية للدراما، تمت سحب بارك رسميًا من منصب رئيسة العلاقات العامة في YG واصبحت مخرجة. ثم انضمت بارك إلى لجنة التحكيم في مسابقة الغناء الواقعية لـ ABS-CBN ، عرض (Pinoy Boyband Superstar) يعتمد البرنامج على التنسيق الذي ابتكره سايمون كويل وتم عرضه لأول مرة في الولايات المتحدة من خلال La Banda ، تم عرض البرنامج لأول مرة في 10 سبتمبر، وأصبح برنامج عطلة نهاية الأسبوع الأكثر مشاهدة، و  ثاني أعلى برنامج في مشاهدة التلفزيون على الصعيد الوطني. نظرًا لأن البرنامج كان لا يزال يصور في اليوم التالي للإعلان عن تفكك تو وني ون، أصبحت بارك أول عضوة ترد بعد الحدث عن طريق تسليم رسالة مكتوبة بخط اليد باللغة الإنجليزية إلى المعجبين في 26 نوفمبر 2016، كشفت وكالة YG أيضًا أن بارك وسي إل قد وقعا عقودًا منفردة، ملمحًا إلى مغادرة بارك بوم من الشركة.
في عام 2017، أصبحت بارك مضيفًا لبرنامج جمال OnStyle Get It Beauty ، ثم تألقت بارك في أول فيلم محلي لها One Step.  وصفت بأنها النسخة الكورية الجديدة من Begin Again ، لعب دور سي-هيون، وهي تعمل بدوام جزئي في متجر صغير تبحث عن لحن غامض تسمعه كل ليلة في أحلامها، وتلتقي بمنتج برنامج البث عبر الإنترنت الذي يحاول  ساعدها في معرفة الموسيقى. تم عرض الفيلم لأول مرة في كوريا الجنوبية في 6 أبريل 2017، وافتتح في 10 مايو في الفلبين. تلقت مديح التمثيل من مديرها جيون جاي هونغ، الذي أشار إلى أنها استعادت مرة واحدة فقط أثناء عملية التصوير.  شاركت بارك في مشروع OnStyle آخر بعنوان نداء العلاقة، حيث استعرضت الموضوعات الشائعة والسفر إلى المواقع السياحية الشعبية. أنهت بار عام 2017 عن طريق اداء الاغاني الشعبية لـ تو وني ون في حفل موسيقي منفرد، بعد عام واحد من تفكك الفرقة.
اجتمعت بارك مع زميلتها السابقة في فرقة 2NE1 بارك بوم تعاون لأغنيتها الفردية «الربيع»، والتي تم إصدارها في 13 مارس.

## الصورة العامة

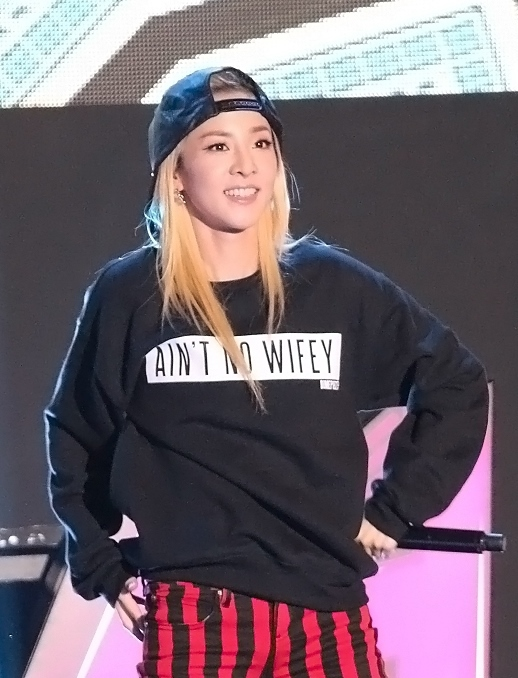
تعتبر بارك واحدة من الرموز للجمال الكوري الجنوبي الحديث.

تعتبر بارك واحدة من الشخصيات الرائدة في موجة  وقد أطلق عليها المشجعون الكوريون اسم "BoA of the Philippines" بسبب النجاح المماثل بينهما، حيث كانت بوا أول فنانة كورية تخترق السوق الياباني،  تحمل لقب "Pambansang Krung Krung ng Pilipinas" (الشخصية الفريدة المجنونة أو الفريدة من نوعها في الفلبين) التي منحها لها المشجعون الفلبينيون، وشعبيتها في المنطقة تشبه شهرة الممثل الكوميدي يو جاي سوك.

### الوجه
في الثقافة الشعبية، ساندرت هي أيقونة «الوجه الطفولي» بين المشاهير والجمهور، وهو شخص يبدو أصغر من عمره الفعلي. على الرغم من أنها ولدت في أوائل الثمانينيات، من المعروف أن ساندرا تتفوق على المنافسين الآخرين في الاستطلاعات وتغلب عليهم، وغالبًا ما تكون هناك فرق كبيرة بين أعمارهم، وبالتالي كسبت لقب «مصاص الدماء» لبشرتها ومظهرها الشاب. ولوحظت أن لها نسب الوجه المثالي، التي يطلق عليها «النسبة الذهبية» من قبل جراحي التجميل. وايضًا جودة بشرتها، في عام 2012، تم الإعلان عن أنها واحدة من أجمل النساء في عصرها (1980s).

### الموضة
تتميز بارك ببعض من أكثر التصميمات شهرة وتميزًا في الصناعة الكورية، بدءًا من مكياج العيون ذي الذيل المميز، إلى تصفيفات شعرها وملابسها الجريئة.وصفت بأنها رائدة في الموضة غير التقليدية، أول ظهور لها  في افنية لوليبوب، أصبحت تسريحة شعرها «أشجار النخيل» هي أشهر ستايل في عام 2009 وبقت ذكرة قطعة مميزة في البوب الكوري. على وجه الخصوص، فإن مظهرها لعام 2012 للأغنية الترويجية «أنا أحبك»، جذب انتباه وسائل الإعلام الهائل وحصل في البداية على ردود فعل متباينة، ولكن مع ذلك تم الإشادة بستايلها الجريئ وخروجها عن ستايل«فرق الفتيات التقليدي» في الصناعة. يعتبر ذلك هو تحولها الأكثر أهمية.

## الأعمال الخيرية
بارك تطوعت بانتظام لحضور حدث الخير السنوي للفحم الحجري في كل ليلة رأس السنة.
في نوفمبر 2013، قدمت دارا وشقيقها دعمهما لجهود الحملة "WEGENERATION" لمساعدة الناجين المدمرين من إعصار هايان (2013) بعد أن اعتبرت بارك وشقيقتها الفلبين وطنهم الثاني لفترة طويلة بعد قضاء طفولتهم هناك، استجاب إخوة بارك للوضع اليائس من خلال التعاون مع كل من "WEGENERATION" ومنظمة خيرية "World Share" لإطلاق نظام الطوارئ لجمع التبرعات عبر الإنترنت. وبحلول يناير، جمعوا 3 ملايين وون (116721 ين) للناجين.
في عام 2016، قدمت خدماتها إلى مستشفى Purme Foundation لإعادة تأهيل الأطفال، وتبرعت بالهدايا التي قدمها لها المعجبون على مر السنين للأطفال.

## روابط خروجية
ساندرا بارك على موقع IMDb (الإنجليزية)
- ساندرا بارك على موقع ميوزك برينز (الإنجليزية)
- ساندرا بارك على موقع أول موفي (الإنجليزية)
- ساندرا بارك على موقع ديسكوغز (الإنجليزية)
- ساندرا بارك على موقع قاعدة بيانات الفيلم (الإنجليزية)